# 1M1 Records
1M1 Records is een Australisch platenlabel dat in 1988 werd opgericht als oneMone Records, om de soundtracks van Australische films te archiveren en te promoten. Het werd opgericht door Philip Powers en James McCarthy, die vroeger beiden directeur Muziek waren van 'Film Australia', een organisatie voor filmmakers onder de hoede van de Australische regering.
De eerste soundtrack die 1M1 Records uitgaf was in 1988 van de Australische miniserie voor televisie For the Term of His Natural Life (1982), waarin Anthony Perkins, Colin Friels, Patrck Macnee en Samantha Eggar te zien waren. De muziek werd door Simon Walker gecomponeerd en gedirigeerd. De cd werd geproduceerd en uitgegeven door Philip Powers en Simon Walker.
1M1 Records heeft onder andere ook de filmmuziek van Brian May, Bruce Smeaton, Peter Best, Philippe Sarde, Bill Conti, Nigel Westlake, Carl Vine, Mario Millo uitgegeven en ook de soundtrack van Garry McDonald en Laurie Stone voor de televisieserieThe Flying Doctors.
In 1989 werden de soundtracks van Sky Pirates en Thirst uitgegeven. In dat jaar gaven ze ook twee klassieke opnames uit: Music for Pianos, Percussion and Synthesizers (van Guy Gross, Philip Powers, Mark Isaacs, Chris Neal en Simon Walker) — klassieke composities van vijf Australische tijdgenoten in de filmmuziek — en Victoria's Missa Surge Propera met het koor van de Christenkerk St. Laurence uit Sydney.
Muziek voor Summerfield, Eliza Fraser, Grendel, Grendel, Grendel, The Missing en The Great Macarthy (van Bruce Smeaton), The Coolangatta Gold (een hit van Bill Conti), Caddie en The Celluloid Heroes zijn door 1M1 Records uitgegeven.

Ontelbare andere soundtracks zijn door dit label uitgegeven. Om er nog een paar te noemen: Jindabyne, The Book of Revelation, Danny Deckchair, Two Hands, Wog Boy, Mr. Accident en Strange Bedfellows.  
Vanaf 2006 zijn er door 1M1 Records 32 cd's uitgegeven.

## Prijzen
Door de Australian Record Industry Association is 1M1 Records vier keer genomineerd: tweemaal in de categorie Soundtrack en tweemaal in de categorie Klassiek.